# アルベール・ダルク
アルベール・ダルク（Albert Darcq、Albert Darcyとも、1848年9月8日 - 1895年3月8日）は、フランスの彫刻家である。フランス北部の都市、リールで活躍した。

## 略歴
ベルギーと国境を接するフランス北部の都市、リールで生まれた。リールの美術学校(École des beaux-arts de Lille)で画家のアルフォンス・コラに学んだ後、パリに出てパリ国立高等美術学校で、彫刻家のピエール＝ジュール・カヴァリエに学んだ。1874年から1892年まで、毎年パリのサロンに作品を出展した。1881年にサロンで3等のメダルを受賞した。
1875年からリールの美術学校で教え始め、ダルクの教えた学生にはエドガー・ブートリー（Edgar Boutry: 1857-1938）やイポリット・ルフェーブル（Hippolyte Lefèbvre: 1863-1935）がいる。1886年に、リールの彫刻美術館 の館長に任じられ1895年まで館長を務めた。
リールで多くの公的な注文を受けてモニュメントを制作した。園芸協会会長のシャルル・オーギュスト・ラモー（Charles Auguste Rameau: 1795- 1876）から遺贈された資金で1879年に完成した展示場であるラモー宮殿(Palais Rameau)の装飾彫刻などを制作し、リール宮殿美術館などに作品は収蔵されている。教育功労章を受勲した。

## 作品

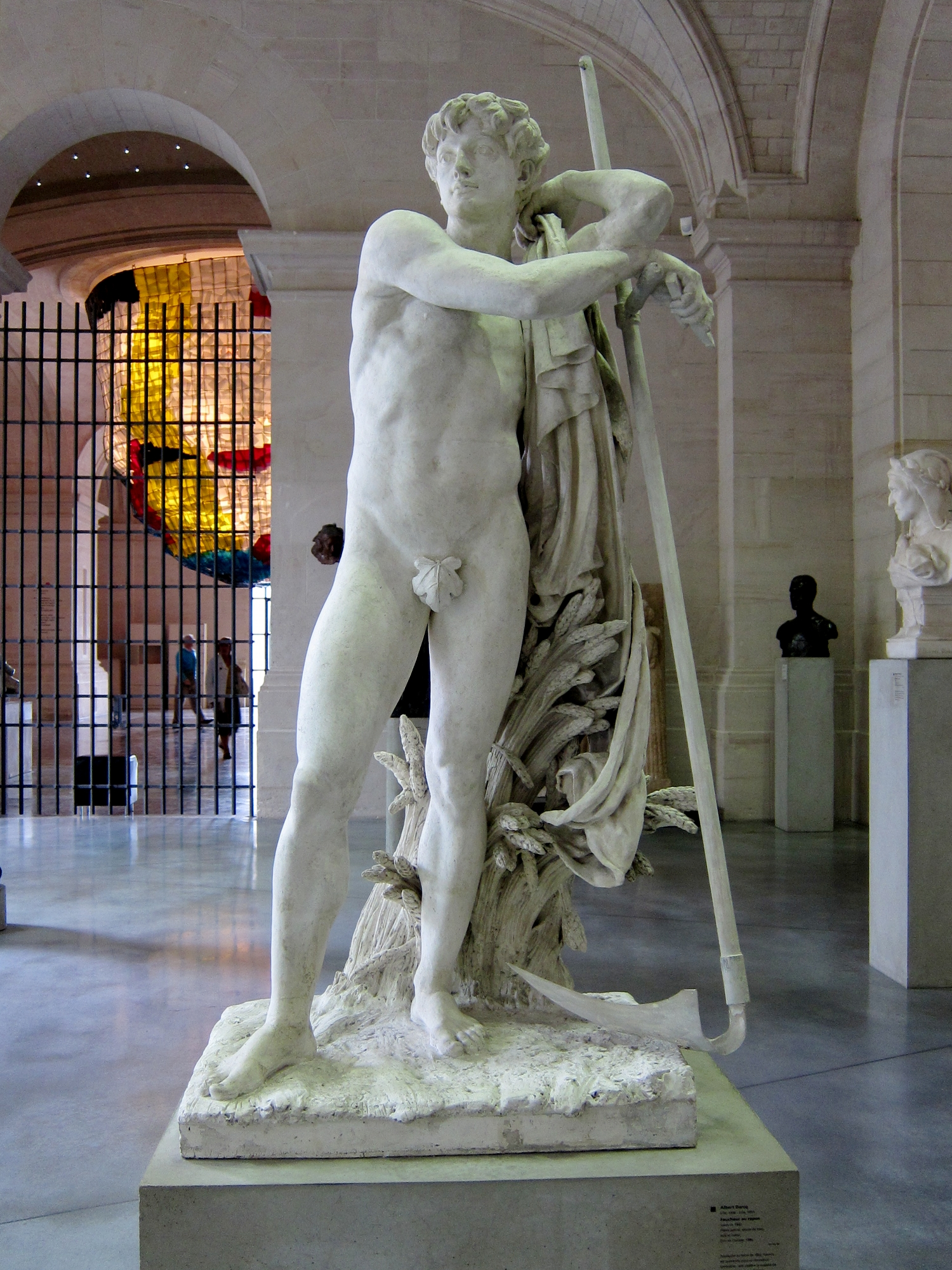
休息する死神 (1882) リール宮殿美術館
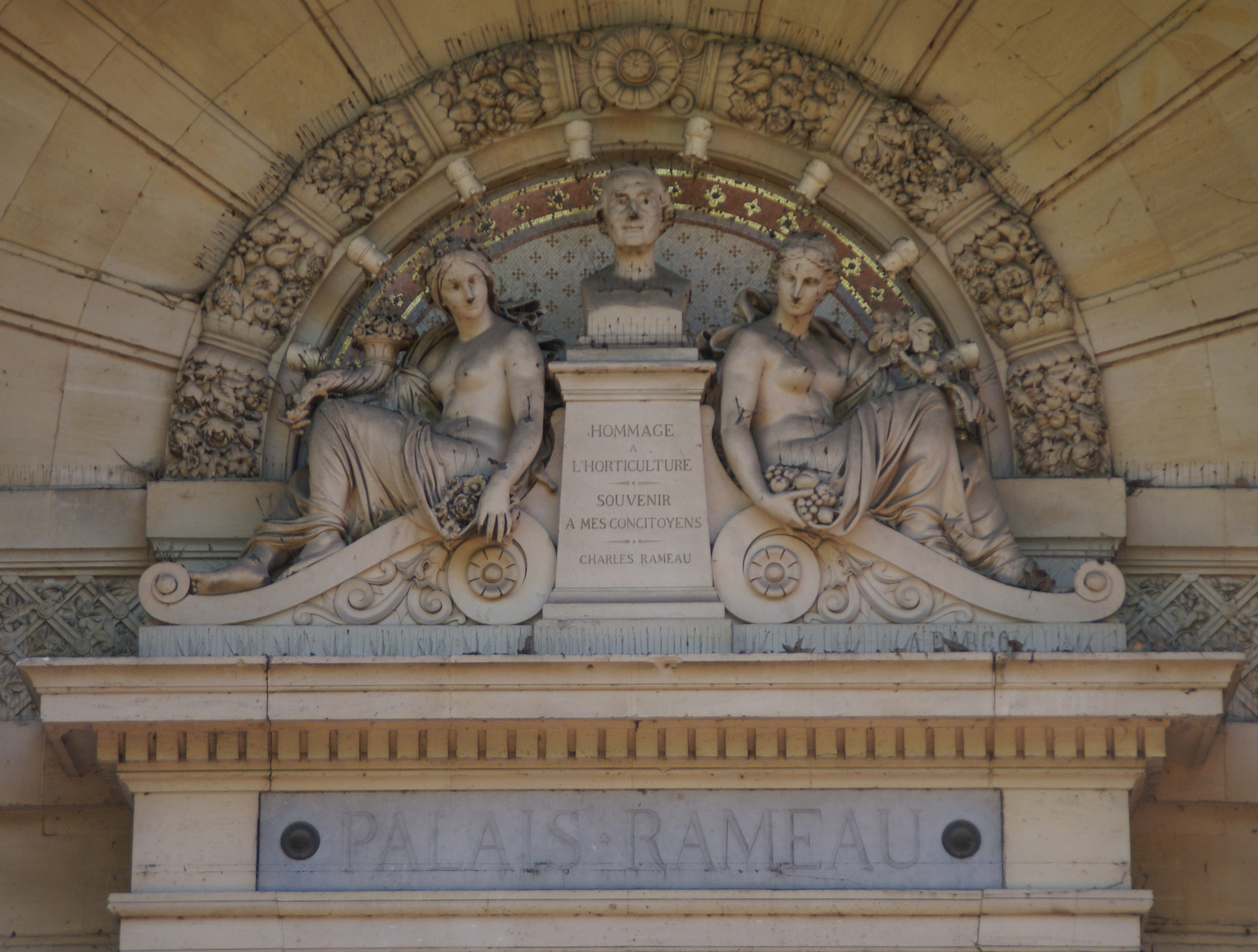
ラモー宮殿装飾
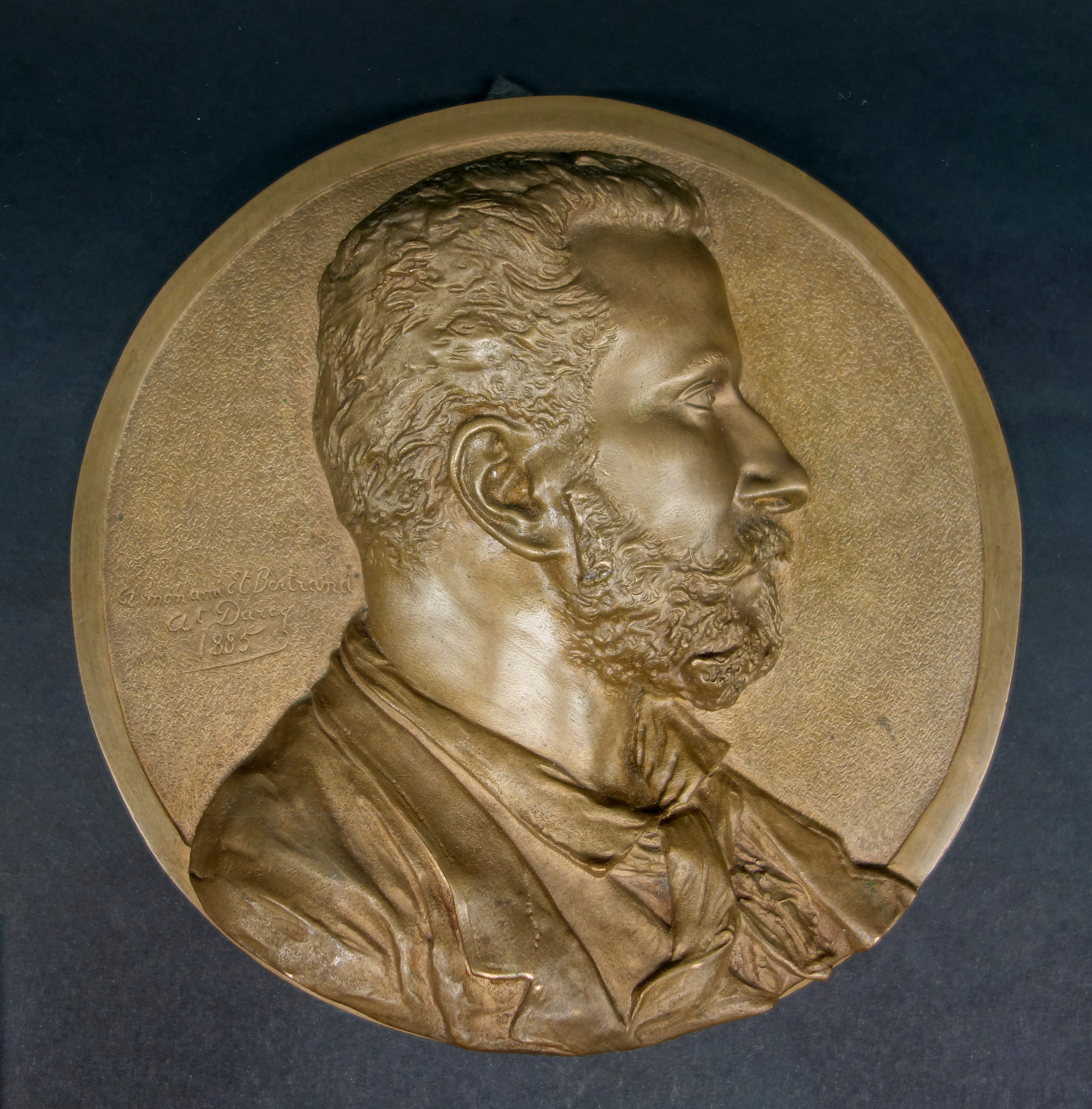
Portrait d'Et. Bertrand リール宮殿美術館